# Dalibor Bagarić
Dalibor Bagarić, né le 7 février 1980 à Munich en Allemagne de l'Ouest, est un joueur croate de basket-ball. Il mesure 2,16 m et évolue au poste de pivot.

## Biographie
Bagarić est choisi par les Bulls de Chicago lors de la draft 2000. Il joue trois ans en NBA avant de retourner en Europe. Il rejoint le Maroussi Athènes en novembre 2010 pour la saison 2010-2011 du championnat grec dont il est élu meilleur joueur. Il rejoint le FC Barcelone pour la saison 2011-2012, puis l'Étoile sportive du Sahel, en Tunisie, pour la saison 2013-2014.